# Колемонтанино
Колемонтанино је насеље у Италији у округу Пиза, региону Тоскана.
Према процени из 2011. у насељу је живело 311 становника. Насеље се налази на надморској висини од 296 м.